# Khoudia Diop
Khoudia Diop (sinh ngày 31 tháng 12 năm 1996) là một người mẫu thời trang và diễn viên người Sénégal.

## Cuộc sống ban đầu
Diop bị trêu chọc khi còn nhỏ vì màu da đen, nhưng sau khi chuyển đến Paris, Pháp năm 15 tuổi, cô đã nhiều lần được tiếp cận với lời đề nghị rằng cô sẽ trở thành người mẫu. Cô tự đặt cho mình biệt danh " Nữ thần Melanin " để thể hiện niềm tự hào về ngoại hình của mình.

## Sự nghiệp
Năm 2016, cô chuyển đến thành phố New York để học đại học và được giới thiệu trong một chiến dịch cho Dự án cô gái da màu, dẫn đến việc cô trở nên nổi tiếng trên Instagram. Năm 2017 cô xuất hiện trong một chiến dịch quảng cáo cho nhãn hiệu mỹ phẩm Pháp Make Up For Ever.